# Chevrolet Cobalt
Cobalt je linija kompaktnih limuzina i coupéa koje od 2004. godine isključivo na sjevernoameričkom tržištu prodaje marka Chevrolet.
Cobalt je kao i većina General Motorsovih automobila dostupan i u izvedbama s drugim imenima i značkama proizvođača, pa se tako u Kanadi uz Chevroletovu izvedbu prodaje i Pontiacova nazvana Pursuit dok je u Meksiku ovaj kompakt dostupan isključivo u limuzinskoj izvedbi i pod nazivom Pontiac G4.
U SAD-u Cobalt se oprema s dva četverocilindarska benzinska motora od kojih slabiji ima obujam od 2.2 litre i razvija snagu od 145 KS, a jači iz manjeg obujma od 2 litre uz pomoć kompresora izvlači 205 KS i ugrađuje se isključivo u SS Supercharged, sportski model koji se nalazi na vrhu ponude i dostupan je samo kao coupé.